# Aida Cruises
Aida Cruises est une société allemande du secteur du tourisme, principalement présente sur le secteur des croisières maritimes. Cette société est la filiale allemande de la compagnie italienne Costa Croisières, qui appartient au leader mondial des croisières, la société Carnival Group.

## Activité

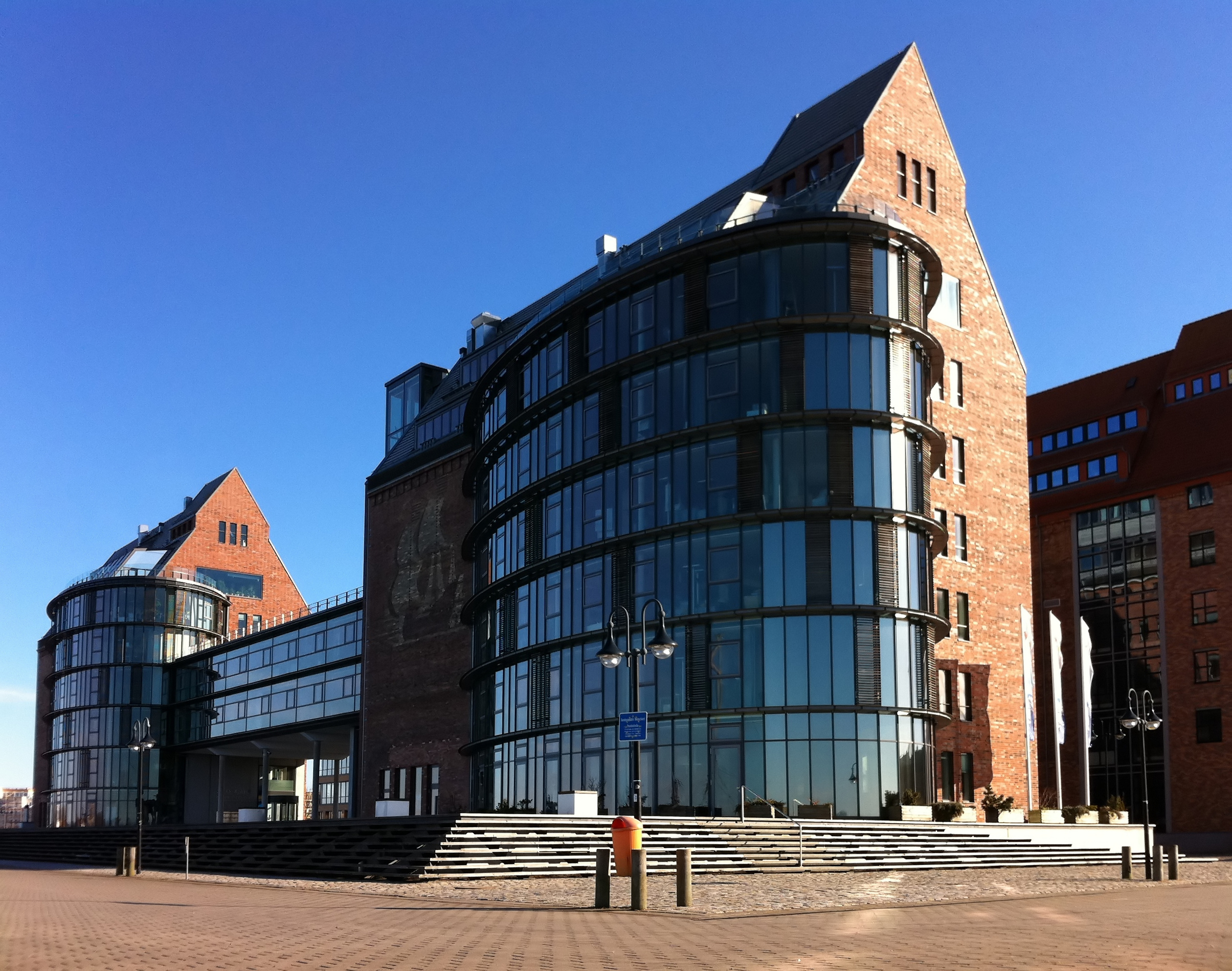
Siège social de Aida Cruises à Rostock.

La société Aida Cruises exploite début 2024 11 navires répartis en Méditerranée, en Europe, aux Caraïbes, aux Canaries, en Afrique du Sud, dans l'océan Indien, au Moyen-Orient et en Asie du Sud et de l'Est.

### Navires actuels

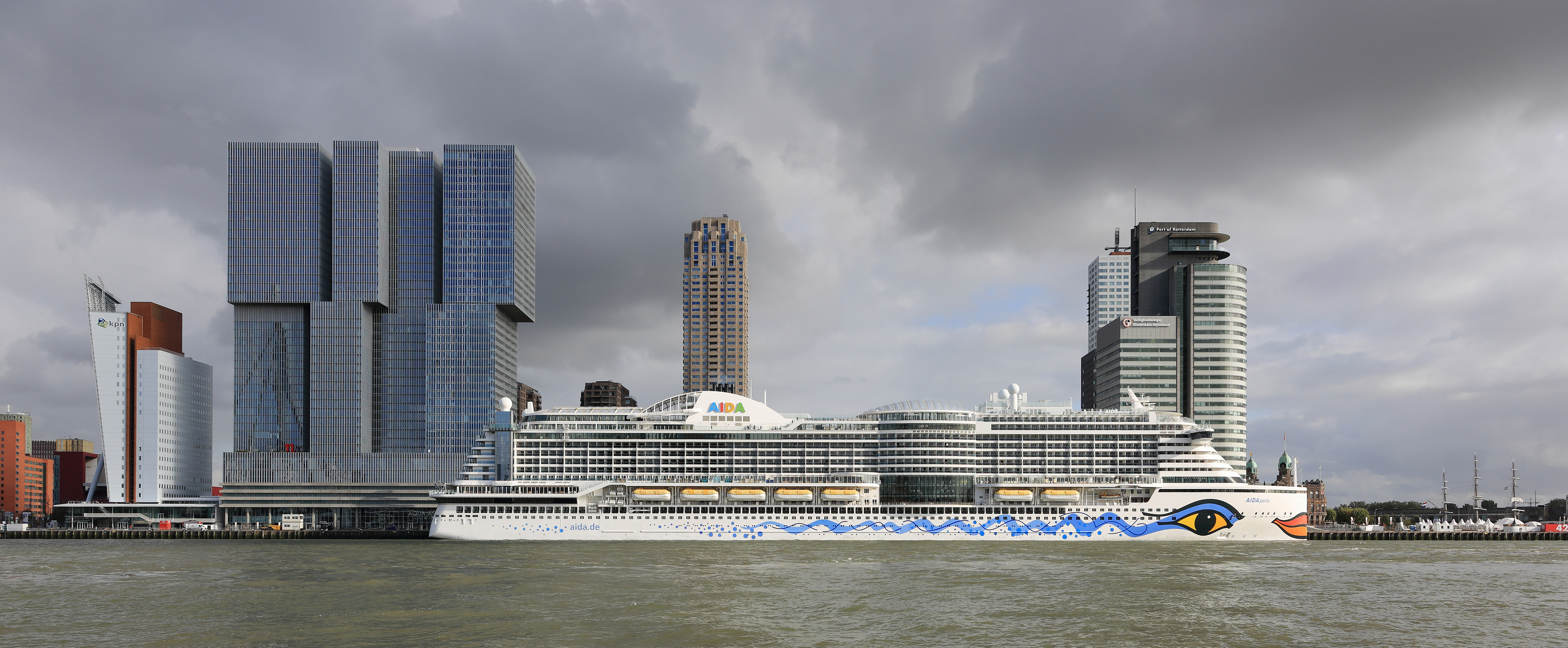
L’AIDAperla de la compagnie Aida Cruises devant l'immeuble De Rotterdam. Septembre 2019.

| Nom        | Lancement     | Tonnage | Enregistrement | Construction | Statut |
| ---------- | ------------- | ------- | -------------- | ------------ | ------ |
| AIDAdiva   | avril 2007    | 68 500  | Italie         | Meyer Werft  |        |
| AIDAbella  | avril 2008    | 70 367  | Italie         | Meyer Werft  |        |
| AIDAluna   | avril 2009    | 70 367  | Italie         | Meyer Werft  |        |
| AIDAblu    | février 2010  | 71 304  | Italie         | Meyer Werft  |        |
| AIDAsol    | avril 2011    | 71 304  | Italie         | Meyer Werft  |        |
| AIDAmar    | avril 2012    | 71 304  | Italie         | Meyer Werft  |        |
| AIDAstella | mars 2013     | 71 304  | Italie         | Meyer Werft  |        |
| AIDAprima  | avril 2016    | 124 500 | Italie         | Mitsubishi   |        |
| AIDAperla  | juin 2017     | 124 500 | Italie         | Mitsubishi   |        |
| AIDAnova   | décembre 2018 | 183 858 | Italie         | Meyer Werft  |        |
| AIDAcosma  | février 2022  | 183 774 | Italie         | Meyer Werft  |        |

## Anciens navires
| Nom      | Lancement    | Entrée dans la flotte | Sortie de la flotte | Statut |
| -------- | ------------ | --------------------- | ------------------- | --- |
| AIDAblu  | 1990         | 2004                  | 2007                | A navigué de 2019 à fin 2022 sous le nom de Karnika pour Jalesh Cruises, envoyé ensuite à Alang, en Inde, pour sa démolition en novembre 2022 |
| AIDAcara | juin 1996    | 1996                  | 2021                | renommé Astoria Grande, navigue en Turquie sous pavillon des Palaos                                                                           |
| AIDAmira | janvier 1999 | 2019                  | 2021                | renommé Ambition, navigue désormais pour Ambassador Cruise Line sous pavillon bahaméen                                                        |
| AIDAvita | avril 2002   | 2002                  | 2022                | vendu et stationné à Talinn |
| AIDAaura | avril 2003   | 2003                  | 2023                | vendu à la compagnie grecque Celestyal Cruises et renommé Celestyal Discovery                                                                 |

## Entreprises partenaires
La compagnie Aida Cruises sous-traite certains services à d'autres sociétés comme Steiner Leisure pour les services de spa.